# غيم بوي أدفانس أس بي
غيم بوي أدفانس أس بي هو نظام ألعاب فيديو محمول مطور من غيم بوي أدفانس من إنتاج نينتندو أطلق في فبراير 2003.حرفا «أس بي» اختصار لكلمة «سبيشل» والتي تعني خاصة. أس بي قد ثمنت بـ99.99$. خفضت نينتندو في سبتمبر 2004 السعر لـ79.99$.يرافق الأس بي نينتندو دي إس (أطلق في نوفمبر 2004) وغيم بوي مايكرو (أطلق في سبتمبر 2005).
ثمنث في اليابان ب21.500 ين في 14 فبراير 2003. في كندا ثمنت ب149.95 دولار في 22 مارس 2003. في أستراليا ثمنت ب199.99 دولار في 28 مارس 2003. ثمنت في أوروبا ب129.99 يورو في 28 مارس 2003.

## المواصفات التقنية

### الخارجية
- الحجم (وهي مغلقة): حوالي 8.4 × 8.2 × 2.44 سم.
- الوزن:142 جرام
- الطاقة: بطارية ليثيوم أيون القابلة لإعادة الشحن.
- طاقة البطارية:10 ساعات بإضاءة، 18 ساعة بدون إضاءة، تحتاج للشحن عادة 3 ساعات.

أس بي هي أكبر حجما من نصف حجم غيم بوي أدفانس وهي مغلقة وبطول غيم بوي كولر وهي مفتوحة. التصميم المحمول يمنع من تعرض أس بي للغبار والخدوش ويذكر بشاشتي غيم آند واتش.

### الداخلية
- المعالج الرئيسي: 32-bit ARM7TDMI مع ذاكرة مضمنة.
- شارك في المعالج: 8-bit Zilog Z80
- الذاكرة: 32 kilobyte+96 kilobyte VRAM (internal CPU), 256 kilobyte WRAM (external CPU).
- اللون: يمكن عرض 511 لونا في وقت واحد في وضع الحرف و32768 الألوان في وقت واحد في وضع النقطية.
- البرنامج: متوافق تماما مع غيم بوي وغيم بوي كولر. ويمكن لعب ألعاب غيم بوي باستخدام نفس لوحات الألوان للاختيار كما في غيم بوي كولر.